# Campeonato Italiano de Futebol de 2022–23 – Primeira Divisão
A Primeira Divisão do Campeonato Italiano de Futebol da temporada 2022–23, oficialmente Serie A TIM 2022–2023 por motivos de patrocínio, foi a 121.ª edição da principal divisão do futebol italiano (91.ª como Serie A). O Napoli foi o detentor e defensor do título.
Em 4 de maio de 2023, o Napoli conquistou o Campeonato Italiano pela terceira vez na história. Os outros dois vieram na era de Maradona: 1986–87 e 1989–90. A equipe do Sul da Itália empatou com a Udinese por 1–1, fora de casa, e levou o Scudetto. O ponto ganho foi o suficiente para o Napoli chegar aos 80, abrir 16 pontos de vantagem e, a cinco rodadas do fim da Serie A, não ser mais alcançado pela Lazio.

## Regulamento
A Serie A foi disputada por 20 clubes em dois turnos. Em cada turno, todos os times jogam entre si uma única vez. Os jogos do segundo turno foram realizados na mesma ordem do primeiro, apenas com o mando de campo invertido. Não houve campeões por turnos, sendo declarado campeão da Itália o time que obteve o maior número de pontos após as 38 rodadas.

### Critérios de desempate
Caso haja empate de pontos entre dois clubes, os critérios de desempates foram aplicados na seguinte ordem:
1. Confronto direto
2. Saldo de gols
3. Gols marcados

## Participantes

### Ascensos e descensos
| Clube     | Promovido como                  |
| --------- | ------------------------------- |
| Lecce     | Campeão da Série B 2021–22      |
| Cremonese | Vice-campeão da Série B 2021–22 |
| Monza     | 4º lugar da Série B 2021–22     |

| Clube    | Rebaixado como                 |
| -------- | ------------------------------ |
| Cagliari | 18º na tabela geral de 2021–22 |
| Genoa    | 19º na tabela geral de 2021–22 |
| Venezia  | 20º na tabela geral de 2021–22 |

### Informação dos clubes
| Equipe         | Cidade    | Região             | Estádio                | Capac. | Título(s)[carece de fontes?] | 2021–22 |
| -------------- | --------- | ------------------ | ---------------------- | ------ | ---------------------------- | ------- |
| Atalanta       | Bérgamo   | Lombardia          | Gewiss Stadium         | 25 000 | 0 (não possui)               | 8º      |
| Bologna        | Bolonha   | Emília-Romanha     | Renato Dall'Ara        | 36 462 | 7 (último em 1963–64)        | 13º     |
| Cremonese      | Cremona   | Lombardia          | Giovanni Zini          | 16 003 | 0 (não possui)               |         |
| Empoli         | Empoli    | Toscana            | Carlo Castellani       | 16 284 | 0 (não possui)               | 14º     |
| Fiorentina     | Florença  | Toscana            | Artemio Franchi        | 45 000 | 2 (último em 1968–69)        | 7º      |
| Hellas Verona  | Verona    | Vêneto             | Marcantonio Bentegodi  | 39 371 | 1 (em 1984–85)               | 9º      |
| Internazionale | Milão     | Lombardia          | Giuseppe Meazza        | 75 923 | 19 (último em 2020–21)       | 2º      |
| Juventus       | Turim     | Piemonte           | Allianz Stadium        | 41 507 | 36 (último em 2019–20)       | 4º      |
| Lazio          | Roma      | Lácio              | Olímpico de Roma       | 70 634 | 2 (último em 1999–00)        | 5º      |
| Lecce          | Lecce     | Apúlia             | Via del Mare           | 31 533 | 0 (não possui)               |         |
| Milan          | Milão     | Lombardia          | San Siro               | 75 923 | 19 (último em 2021–22)       | 1º      |
| Monza          | Monza     | Lombardia          | Stadio Brianteo        | 15 039 | 0 (não possui)               |         |
| Napoli         | Nápoles   | Campânia           | Diego Armando Maradona | 54 726 | 2 (último em 1989–90)        | 3º      |
| Roma           | Roma      | Lácio              | Olímpico de Roma       | 70 634 | 3 (último em 2000–01)        | 6º      |
| Salernitana    | Salerno   | Campânia           | Arechi                 | 37 000 | 0 (não possui)               | 17º     |
| Sampdoria      | Gênova    | Ligúria            | Luigi Ferraris         | 36 599 | 1 (em 1990–91)               | 15º     |
| Sassuolo       | Sassuolo  | Emília-Romanha     | Mapei Stadium          | 23 717 | 0 (não possui)               | 11º     |
| Spezia         | La Spezia | Ligúria            | Alberto Picco          | 10 336 | 0 (não possui)               | 16º     |
| Torino         | Turim     | Piemonte           | Olímpico de Turim      | 28 958 | 7 (último em 1975–76)        | 10º     |
| Udinese        | Udine     | Friul-Veneza Júlia | Friuli                 | 25 144 | 0 (não possui)               | 12º     |

### Número de equipes por região
| Nº de equipes | Região             | Equipes                                            |
| ------------- | ------------------ | -------------------------------------------------- |
| 5             | Lombardia          | Atalanta, Cremonese, Internazionale, Milan e Monza |
| 2             | Campânia           | Napoli e Salernitana                               |
| 2             | Emília-Romanha     | Bologna e Sassuolo                                 |
| 2             | Lácio              | Lazio e Roma                                       |
| 2             | Ligúria            | Sampdoria e Spezia                                 |
| 2             | Piemonte           | Juventus e Torino                                  |
| 2             | Toscana            | Empoli e Fiorentina                                |
| 1             | Apúlia             | Lecce                                              |
| 1             | Friul-Veneza Júlia | Udinese                                            |
| 1             | Vêneto             | Hellas Verona                                      |

## Classificação
| Pos | Equipe            | Pts | J  | V  | E  | D  | GP | GC | SG  | Classificação ou descenso                               |
| --- | ----------------- | --- | -- | -- | -- | -- | -- | -- | --- | ------------------------------------------------------- |
| 1   | Napoli (C)        | 90  | 38 | 28 | 6  | 4  | 77 | 28 | +49 | Fase de grupos da Liga dos Campeões da UEFA de 2023–24  |
| 2   | Lazio             | 74  | 38 | 22 | 8  | 8  | 60 | 30 | +30 | Fase de grupos da Liga dos Campeões da UEFA de 2023–24  |
| 3   | Internazionale    | 72  | 38 | 23 | 3  | 12 | 71 | 42 | +29 | Fase de grupos da Liga dos Campeões da UEFA de 2023–24  |
| 4   | Milan             | 70  | 38 | 20 | 10 | 8  | 64 | 43 | +21 | Fase de grupos da Liga dos Campeões da UEFA de 2023–24  |
| 5   | Atalanta          | 64  | 38 | 19 | 7  | 12 | 66 | 48 | +18 | Fase de grupos da Liga Europa da UEFA de 2023–24        |
| 6   | Roma              | 63  | 38 | 18 | 9  | 11 | 50 | 38 | +12 | Fase de grupos da Liga Europa da UEFA de 2023–24        |
| 7   | Juventus          | 62  | 38 | 22 | 6  | 10 | 56 | 33 | +23 |                                                         |
| 8   | Fiorentina        | 56  | 38 | 15 | 11 | 12 | 53 | 43 | +10 | Play-offs da Liga Conferência Europa da UEFA de 2023–24 |
| 9   | Bologna           | 54  | 38 | 14 | 12 | 12 | 53 | 49 | +4  |                                                         |
| 10  | Torino            | 53  | 38 | 14 | 11 | 13 | 42 | 41 | +1  |                                                         |
| 11  | Monza             | 52  | 38 | 14 | 10 | 14 | 48 | 52 | −4  |                                                         |
| 12  | Udinese           | 46  | 38 | 11 | 13 | 14 | 47 | 48 | −1  |                                                         |
| 13  | Sassuolo          | 45  | 38 | 12 | 9  | 17 | 47 | 61 | −14 |                                                         |
| 14  | Empoli            | 43  | 38 | 10 | 13 | 15 | 37 | 49 | −12 |                                                         |
| 15  | Salernitana       | 42  | 38 | 9  | 15 | 14 | 48 | 62 | −14 |                                                         |
| 16  | Lecce             | 36  | 38 | 8  | 12 | 18 | 33 | 46 | −13 |                                                         |
| 17  | Spezia            | 31  | 38 | 6  | 13 | 19 | 31 | 62 | −31 | Play-off de rebaixamento                                |
| 18  | Hellas Verona (O) | 31  | 38 | 7  | 10 | 21 | 31 | 59 | −28 | Play-off de rebaixamento                                |
| 19  | Cremonese         | 27  | 38 | 5  | 12 | 21 | 36 | 69 | −33 | Zona de rebaixamento à Serie B de 2023–24               |
| 20  | Sampdoria         | 19  | 38 | 3  | 10 | 25 | 24 | 71 | −47 | Zona de rebaixamento à Serie B de 2023–24               |

1. 1 2  Visto que os vencedores da Copa da Itália de Futebol de 2022–23, Internazionale, atualmente se qualificariam para a Liga dos Campeões, a vaga na Liga Europa concedida aos vencedores da Copa Itália é passada para o sexto colocado, e a vaga na Liga da Conferência Europa concedida ao a equipe do sexto colocado é passada para a equipe do sétimo colocado.
2. ↑  A Juventus foi punida com a perda de 10 pontos por violações de ganho de capital.[7]Excluído das competições europeias por violação das regras do fair play financeiro. Ver «CFCB conclui processo contra Juventus e Chelsea FC». 28 de julho de 2023
3. ↑  Como o Hellas Verona e o Spezia terminaram empatado nos pontos corridos no fim do campeonato, de acordo com o regulamento da Serie A para definir o rebaixado para Serie B de 2023–24 os dois times disputaram uma partida única para decidir o rebaixado, na qual o Hellas Verona ganhou e se garantiu na elite e o Spezia foi rebaixado.

## Desempenho por rodada
Clubes que lideraram o campeonato ao final de cada rodada:
| Rodadas | Rodadas | Rodadas | Rodadas | Rodadas | Rodadas | Rodadas | Rodadas | Rodadas | Rodadas | Rodadas | Rodadas | Rodadas | Rodadas | Rodadas | Rodadas | Rodadas | Rodadas | Rodadas | Rodadas | Rodadas | Rodadas | Rodadas | Rodadas | Rodadas | Rodadas | Rodadas | Rodadas | Rodadas | Rodadas | Rodadas | Rodadas | Rodadas | Rodadas | Rodadas | Rodadas | Rodadas | Rodadas |
| ------- | ------- | ------- | ------- | ------- | ------- | ------- | ------- | ------- | ------- | ------- | ------- | ------- | ------- | ------- | ------- | ------- | ------- | ------- | ------- | ------- | ------- | ------- | ------- | ------- | ------- | ------- | ------- | ------- | ------- | ------- | ------- | ------- | ------- | ------- | ------- | ------- | ------- |
| 1       | 2       | 3       | 4       | 5       | 6       | 7       | 8       | 9       | 10      | 11      | 12      | 13      | 14      | 15      | 16      | 17      | 18      | 19      | 20      | 21      | 22      | 23      | 24      | 25      | 26      | 27      | 28      | 29      | 30      | 31      | 32      | 33      | 34      | 35      | 36      | 37      | 38      |
| NAP     | NAP     | NAP     | ATA     | ATA     | NAP     | NAP     | NAP     | NAP     | NAP     | NAP     | NAP     | NAP     | NAP     | NAP     | NAP     | NAP     | NAP     | NAP     | NAP     | NAP     | NAP     | NAP     | NAP     | NAP     | NAP     | NAP     | NAP     | NAP     | NAP     | NAP     | NAP     | NAP     | NAP     | NAP     | NAP     | NAP     | NAP     |

Clubes que ficaram na última posição do campeonato ao final de cada rodada:
| Rodadas | Rodadas | Rodadas | Rodadas | Rodadas | Rodadas | Rodadas | Rodadas | Rodadas | Rodadas | Rodadas | Rodadas | Rodadas | Rodadas | Rodadas | Rodadas | Rodadas | Rodadas | Rodadas | Rodadas | Rodadas | Rodadas | Rodadas | Rodadas | Rodadas | Rodadas | Rodadas | Rodadas | Rodadas | Rodadas | Rodadas | Rodadas | Rodadas | Rodadas | Rodadas | Rodadas | Rodadas | Rodadas |
| ------- | ------- | ------- | ------- | ------- | ------- | ------- | ------- | ------- | ------- | ------- | ------- | ------- | ------- | ------- | ------- | ------- | ------- | ------- | ------- | ------- | ------- | ------- | ------- | ------- | ------- | ------- | ------- | ------- | ------- | ------- | ------- | ------- | ------- | ------- | ------- | ------- | ------- |
| 1       | 2       | 3       | 4       | 5       | 6       | 7       | 8       | 9       | 10      | 11      | 12      | 13      | 14      | 15      | 16      | 17      | 18      | 19      | 20      | 21      | 22      | 23      | 24      | 25      | 26      | 27      | 28      | 29      | 30      | 31      | 32      | 33      | 34      | 35      | 36      | 37      | 38      |
| SAS     | MON     | MON     | MON     | MON     | MON     | SAM     | SAM     | SAM     | SAM     | CRE     | CRE     | HEL     | HEL     | HEL     | HEL     | CRE     | CRE     | CRE     | CRE     | CRE     | CRE     | CRE     | CRE     | SAM     | SAM     | CRE     | CRE     | SAM     | SAM     | SAM     | SAM     | SAM     | SAM     | SAM     | SAM     | SAM     | SAM     |

## Resultados
| Mandante \ Visitante | ATA | BOL | CRE | EMP | FIO | VER | INT | JUV | LAZ | LEC | MIL | MON | NAP | ROM | SAL | SAM | SAS | SPE | TOR | UDI |
| -------------------- | --- | --- | --- | --- | --- | --- | --- | --- | --- | --- | --- | --- | --- | --- | --- | --- | --- | --- | --- | --- |
| Atalanta             | —   | 0–2 | 1–1 | 2–1 | 1–0 | 3–1 | 2–3 | 0–2 | 0–2 | 1–2 | 1–1 | 5–2 | 1–2 | 3–1 | 8–2 | 2–0 | 2–1 | 3–2 | 3–1 | 0–0 |
| Bologna              | 1–2 | —   | 1–1 | 0–1 | 2–1 | 1–1 | 1–0 | 1–1 | 0–0 | 2–0 | 1–1 | 0–1 | 2–2 | 0–0 | 1–1 | 1–1 | 3–0 | 2–0 | 2–1 | 3–0 |
| Cremonese            | 1–3 | 1–5 | —   | 1–0 | 0–2 | 1–1 | 1–2 | 0–1 | 0–4 | 0–2 | 0–0 | 2–3 | 1–4 | 2–1 | 2–0 | 0–1 | 0–0 | 2–0 | 1–2 | 0–0 |
| Empoli               | 0–2 | 3–1 | 2–0 | —   | 0–0 | 1–1 | 0–3 | 4–1 | 0–2 | 1–0 | 1–3 | 1–0 | 0–2 | 1–2 | 2–1 | 1–0 | 1–0 | 2–2 | 2–2 | 0–1 |
| Fiorentina           | 1–1 | 1–2 | 3–2 | 1–1 | —   | 2–0 | 3–4 | 1–1 | 0–4 | 1–0 | 2–1 | 1–1 | 0–0 | 2–1 | 2–1 | 5–0 | 2–1 | 1–1 | 0–1 | 2–0 |
| Hellas Verona        | 0–1 | 2–1 | 2–0 | 1–1 | 0–3 | —   | 0–6 | 0–1 | 1–1 | 2–0 | 1–2 | 1–1 | 2–5 | 1–3 | 1–0 | 2–1 | 2–1 | 1–2 | 0–1 | 1–2 |
| Internazionale       | 3–2 | 6–1 | 3–1 | 0–1 | 0–1 | 1–0 | —   | 0–1 | 3–1 | 2–0 | 1–0 | 0–1 | 1–0 | 1–2 | 2–0 | 3–0 | 4–2 | 3–0 | 1–0 | 3–1 |
| Juventus             | 3–3 | 3–0 | 2–0 | 4–0 | 1–0 | 1–0 | 2–0 | —   | 3–0 | 2–1 | 0–1 | 0–2 | 0–1 | 1–1 | 2–2 | 4–2 | 3–0 | 2–0 | 4–2 | 1–0 |
| Lazio                | 0–2 | 2–1 | 3–2 | 2–2 | 1–1 | 2–0 | 3–1 | 2–1 | —   | 1–1 | 3–0 | 1–0 | 1–2 | 1–0 | 1–3 | 1–0 | 2–0 | 4–0 | 0–1 | 0–0 |
| Lecce                | 2–1 | 2–3 | 1–1 | 1–1 | 1–1 | 0–1 | 1–2 | 0–1 | 2–1 | —   | 2–2 | 1–1 | 1–2 | 1–1 | 1–2 | 1–1 | 0–1 | 0–0 | 0–2 | 1–0 |
| Milan                | 2–0 | 2–0 | 1–1 | 0–0 | 2–1 | 3–1 | 3–2 | 2–0 | 2–0 | 2–0 | —   | 4–1 | 1–2 | 2–2 | 1–1 | 5–1 | 2–5 | 2–1 | 1–0 | 4–2 |
| Monza                | 0–2 | 1–2 | 1–1 | 2–1 | 3–2 | 2–0 | 2–2 | 1–0 | 0–2 | 0–1 | 0–1 | —   | 2–0 | 1–1 | 3–0 | 2–2 | 1–1 | 2–0 | 1–2 | 1–2 |
| Napoli               | 2–0 | 3–2 | 3–0 | 2–0 | 1–0 | 0–0 | 3–1 | 5–1 | 0–1 | 1–1 | 0–4 | 4–0 | —   | 2–1 | 1–1 | 2–0 | 4–0 | 1–0 | 3–1 | 3–2 |
| Roma                 | 0–1 | 1–0 | 1–0 | 2–0 | 2–0 | 1–0 | 0–2 | 1–0 | 0–1 | 2–1 | 1–1 | 3–0 | 0–1 | —   | 2–2 | 3–0 | 3–4 | 2–1 | 1–1 | 3–0 |
| Salernitana          | 1–0 | 2–2 | 2–2 | 2–2 | 3–3 | 2–1 | 1–1 | 0–3 | 0–2 | 1–2 | 1–2 | 3–0 | 0–2 | 0–1 | —   | 4–0 | 3–0 | 1–0 | 1–1 | 3–2 |
| Sampdoria            | 0–2 | 1–2 | 2–3 | 1–1 | 0–2 | 3–1 | 0–0 | 0–0 | 1–1 | 0–2 | 1–2 | 0–3 | 0–2 | 0–1 | 0–0 | —   | 2–2 | 1–1 | 0–2 | 0–1 |
| Sassuolo             | 1–0 | 1–1 | 3–2 | 2–1 | 1–3 | 2–1 | 1–2 | 1–0 | 0–2 | 1–0 | 0–0 | 1–2 | 0–2 | 1–1 | 5–0 | 1–2 | —   | 1–0 | 1–1 | 1–3 |
| Spezia               | 2–2 | 2–2 | 2–2 | 1–0 | 1–2 | 0–0 | 2–1 | 0–2 | 0–3 | 0–0 | 2–0 | 0–2 | 0–3 | 0–2 | 1–1 | 2–1 | 2–2 | —   | 0–4 | 1–1 |
| Torino               | 1–2 | 1–0 | 2–2 | 1–1 | 1–1 | 1–1 | 0–1 | 0–1 | 0–0 | 1–0 | 2–1 | 1–1 | 0–4 | 0–1 | 1–1 | 2–0 | 0–1 | 0–1 | —   | 1–0 |
| Udinese              | 2–2 | 1–2 | 3–0 | 1–1 | 1–0 | 1–1 | 3–1 | 0–1 | 0–1 | 1–1 | 3–1 | 2–2 | 1–1 | 4–0 | 0–0 | 2–0 | 2–2 | 2–2 | 1–2 | —   |

## Play-off de rebaixamento
| 11 de junho de 2023 | Spezia           | 1 – 3     | Hellas Verona                             | Stadio Città del Tricolore, Régio da Emília |
| 20:45 (UTC+2)       | Ethan Ampadu 15' | Relatório | 5' Davide Faraoni · 26', 38' Cyril Ngonge | Público: 15 000 Árbitro: ITA Daniele Orsato |

O Hellas Verona permanece na Serie A de 2023–24, e o Spezia está rebaixado para a Serie B de 2023–24

## Estatísticas
Atualizado em 5 de junho de 2023.
| Pos. | Jogador               | Equipe         | Gols |
| ---- | --------------------- | -------------- | ---- |
| 1    | Victor Osimhen        | Napoli         | 26   |
| 2    | Lautaro Martínez      | Internazionale | 21   |
| 3    | Boulaye Dia           | Salernitana    | 16   |
| 4    | Rafael Leão           | Milan          | 15   |
| 5    | Ademola Lookman       | Atalanta       | 13   |
| 5    | M'Bala Nzola          | Spezia         | 13   |
| 5    | Olivier Giroud        | Milan          | 13   |
| 8    | Antonio Sanabria      | Torino         | 12   |
| 8    | Ciro Immobile         | Lazio          | 12   |
| 8    | Domenico Berardi      | Sassuolo       | 12   |
| 8    | Khvicha Kvaratskhelia | Napoli         | 12   |
| 8    | Paulo Dybala          | Roma           | 12   |

| Pos. | Jogador                 | Equipe   | Assists. |
| ---- | ----------------------- | -------- | -------- |
| 1    | Khvicha Kvaratskhelia   | Napoli   | 10       |
| 2    | Filip Kostić            | Juventus | 8        |
| 2    | Musa Barrow             | Bologna  | 8        |
| 2    | Piotr Zieliński         | Napoli   | 8        |
| 2    | Rafael Leão             | Milan    | 8        |
| 2    | Sergej Milinković-Savić | Lazio    | 8        |
| 7    | Andrea Petagna          | Monza    | 7        |
| 7    | Brahim Díaz             | Milan    | 7        |
| 7    | Domenico Berardi        | Sassuolo | 7        |
| 7    | Roberto Pereyra         | Udinese  | 7        |
| 7    | Sandro Tonali           | Milan    | 7        |

### Clean sheets
| Pos. | Jogador                | Equipe         | Clean sheets |
| ---- | ---------------------- | -------------- | ------------ |
| 1    | Ivan Provedel          | Lazio          | 21           |
| 2    | Alex Meret             | Napoli         | 16           |
| 3    | Wojciech Szczęsny      | Juventus       | 14           |
| 4    | Rui Patrício           | Roma           | 13           |
| 5    | Vanja Milinković-Savić | Torino         | 11           |
| 6    | Marco Silvestri        | Udinese        | 10           |
| 6    | Michele Di Gregorio    | Monza          | 10           |
| 8    | Andrea Consigli        | Sassuolo       | 9            |
| 9    | André Onana            | Internazionale | 8            |
| 9    | Mike Maignan           | Milan          | 8            |

### Hat-tricks
| Jogador          | Para        | Contra     | Resultado | Data                  | Ref.   |
| ---------------- | ----------- | ---------- | --------- | --------------------- | ------ |
| Teun Koopmeiners | Atalanta    | Torino     | 3–1       | 1 de setembro de 2022 | [ 11 ] |
| Victor Osimhen   | Napoli      | Sassuolo   | 4–0       | 29 de outubro de 2022 | [ 12 ] |
| Boulaye Dia      | Salernitana | Fiorentina | 3–3       | 3 de maio de 2023     | [ 13 ] |
| Olivier Giroud   | Milan       | Sampdoria  | 5–1       | 20 de maio de 2023    | [ 14 ] |
| Teun Koopmeiners | Atalanta    | Monza      | 5–2       | 4 de junho de 2023    | [ 15 ] |

## Prêmios

### Prêmios mensais
| Mês       | Jogador do mês        | Jogador do mês | Gol do mês            | Gol do mês | Treinador do mês     | Treinador do mês | Referências          |
| Mês       | Jogador               | Clube          | Jogador               | Clube      | Treinador            | Clube            | Referências          |
| --------- | --------------------- | -------------- | --------------------- | ---------- | -------------------- | ---------------- | -------------------- |
| Agosto    | Khvicha Kvaratskhelia | Napoli         | Lorenzo Colombo       | Lecce      | José Mourinho        | Roma             | [ 16 ] [ 17 ] [ 18 ] |
| Setembro  | Kim Min-jae           | Napoli         | Rafael Leão           | Milan      | Andrea Sottil        | Udinese          | [ 19 ] [ 20 ] [ 21 ] |
| Outubro   | Rafael Leão           | Milan          | Brahim Díaz           | Milan      | Luciano Spalletti    | Napoli           | [ 22 ] [ 23 ] [ 24 ] |
| Novembro  | Moise Kean            | Juventus       | Lewis Ferguson        | Bologna    | Massimiliano Allegri | Juventus         | [ 25 ] [ 26 ] [ 27 ] |
| Janeiro   | Victor Osimhen        | Napoli         | Victor Osimhen        | Napoli     | Luciano Spalletti    | Napoli           | [ 28 ] [ 29 ] [ 30 ] |
| Fevereiro | Khvicha Kvaratskhelia | Napoli         | Cristiano Biraghi     | Fiorentina | Thiago Motta         | Bologna          | [ 31 ] [ 32 ] [ 33 ] |
| Março     | Khvicha Kvaratskhelia | Napoli         | Khvicha Kvaratskhelia | Napoli     | Maurizio Sarri       | Lazio            | [ 34 ] [ 35 ] [ 36 ] |
| Abril     | Rafael Leão           | Milan          | Raffaele Palladino    | Monza      | Alexis Saelemaekers  | Milan            | [ 37 ] [ 38 ] [ 39 ] |
| Maio      | Boulaye Dia           | Salernitana    | Vincenzo Italiano     | Fiorentina |                      |                  | [ 40 ] [ 41 ]        |

### Equipe do Ano
| Pos. | Jogador             | Equipe         |
| ---- | ------------------- | -------------- |
| G    | Szczęsny            | Juventus       |
| LD   | Giovanni Di Lorenzo | Napoli         |
| Z    | Bremer              | Juventus       |
| Z    | Kim                 | Napoli         |
| LE   | Theo Hernández      | Milan          |
| M    | Nicolò Barella      | Internazionale |
| M    | Rabiot              | Juventus       |
| M    | Sandro Tonali       | Milan          |
| A    | Osimhen             | Napoli         |
| A    | Rafael Leão         | Milan          |
| A    | Kvaratskhelia       | Napoli         |